# Kanton La Voulte-sur-Rhône
Kanton La Voulte-sur-Rhône (fr. Canton de La Voulte-sur-Rhône) je francouzský kanton v departementu Ardèche v regionu Rhône-Alpes. Skládá se z 10 obcí.

## Obce kantonu
- Beauchastel
- Charmes-sur-Rhône
- Gilhac-et-Bruzac
- Rompon
- Saint-Cierge-la-Serre
- Saint-Fortunat-sur-Eyrieux
- Saint-Georges-les-Bains
- Saint-Laurent-du-Pape
- Saint-Michel-de-Chabrillanoux
- La Voulte-sur-Rhône